# Acordo de Deli
O Acordo de Deli foi um acordo trilateral e um tratado bilateral assinado entre a Índia e o Paquistão em 9 de abril de 1973.  O tratado foi assinado pelos ministros das Relações Exteriores da Índia e do Paquistão, em Nova Delhi, na sequência do Tratado de Simla em 1972.
Sob os termos deste acordo, milhares de não-bengalis e biharis de língua urdu, incluindo 195 antigos membros das Forças Armadas e oficiais civis, foram sujeitos de transferência populacional ao Paquistão da Índia e Bangladesh. Ao mesmo tempo, Bangladesh colaborou com a Índia para propor o tratado para solucionar as crises humanitárias, mas não se tornou uma parte do tratado.  Supervisionado pela ACNUR, este acordo resolveu as crises humanitárias e abriu o caminho para o reconhecimento do estado de Bangladesh pelo Paquistão. 
O tratado terminou em 1 de julho de 1974, e um total de 230.439 pessoas migraram para o Paquistão e Bangladesh. De acordo com a ONU, cerca de 121.695 bengalis foram transferidos do Paquistão para Bangladesh, e 108.744 de Bangladesh para o Paquistão. Em 1974, o General Niazi foi um último general das forças armadas do Paquistão que foi simbolicamente repatriado para o Paquistão a partir da fronteiriça Wagah.